# Curt Haagers 10
Curt Haagers 10 är ett studioalbum från 1990 av det svenska dansbandet Curt Haagers. En del låtar är på engelska.

## Låtlista
1. Jag kan se i dina ögon - (text och musik av Rose-Marie Stråhle)
2. It's now or never - (text och musik av Aarron Schroeder, Wally Gold)
3. Mitt i ett äventyr - (text och musik av Stephan Berg)
4. Soldränkta stränder (Santo Domingo, du bist schön bei Nacht) - (text och musik av Gerd Grabowski-Grabo, Engelbert Simons, Per Hermansson)
5. Glöm inte bort varann - (text och musik av Lennart Clerwall)
6. Ajka sa Lajka (En glad sång) - (text och musik av K. Andeby, P. Wanngren)
7. Ett sjömansbrev - (text och musik av Johnny Thunqvist)
8. California Blue - (text och musik av Roy Orbison, Tom Petty, Jeff Lynne)
9. Flicka från Backafall - (text och musik av Gunnar Turesson, Gabriel Jönsson)
10. Som en vind - (text och musik av Mikael Wendt)
11. Innan sista bussen gått - (text och musik av Lasse Holm)
12. Mexico - (text och musik av Boudleaux Bryant)
13. I Remember You - (text och musik av Johnny Mercer, Victor Schertzinger)
14. De' e dej jag tänker på - (text och musik av Jerry Leiber, Mike Stoller, Doc Pomus)